# 猫食文化

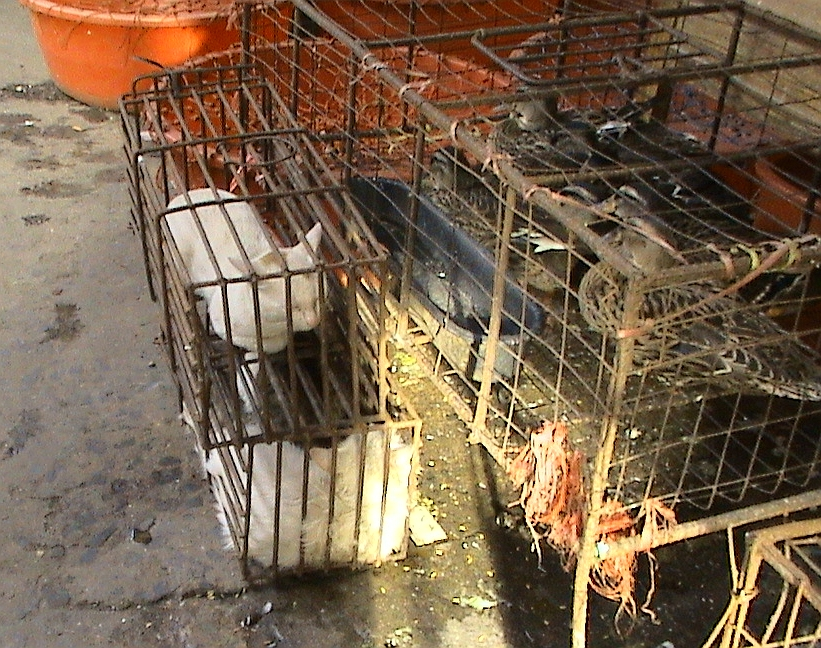
アヒルの隣に置かれた食用ネコ

猫食文化（びょうしょくぶんか）とは、イエネコを食肉に加工し食べることで、世界各地にさまざまな形でみられる。日本においては、猫肉は「岡ふぐ」の異名で呼ばれた。

## 概要
ネコをペットとして愛玩している人々の感情を害さないよう、犬食とともに社会的タブー視されることが多い。そもそもユダヤ教とイスラームは肉食動物の摂取を禁じているため、敬虔な信者はネコ含む肉食動物を食べることは許されないために食べない。主に戦時や極貧状態の人々がやむをえずネコを食べるだけでなく、料理法を持っている社会を下記に紹介する。

## アジア

### 日本
日本では仏教信仰の広まりにより平安時代末には貴族の饗応食から獣肉食がほとんど姿を消し、中世以降は穢れを忌むという風習も加わり肉食がほとんど行われなくなった。また古来より猫は米食文化における穀倉や寺院での経典をネズミ食害から守る重要な番人として珍重されてきた。猫の肉以前の問題として、そもそも肉食全体が、日本では歴史的にはこのような状況であり、江戸時代も肉食は忌避されていた。ただしそれは表向きのことで、実際には獣肉が「薬」として貴族や武士など支配階級の間で食されていたことが文献により実証されている。それでもやはり、江戸時代に食された獣類の食材が兎・犬・川獺・狸・鹿・猪・狐・熊（いずれも野生）の8種類に大別できると結論付けられるにすぎず（江間（2013）による）、猫は江戸時代に食された獣類の食材にカテゴライズされない。しかし、猫の肉が食されていたという推定の根拠となりうる文献は皆無ではなく、『名産諸色往来』（1756年）には江戸麹町にある獣肉専門店に並んでいる食材として猪・鹿・狐・狼・熊・獺・鼬・猫・山犬を列記している（調理法の記載はない）。沖縄では肋膜炎、気管支炎、肺病、痔に効果があるとされ、汁物仕立てにしたマヤーのウシルなどが食べられていた。　

### 中国
中国の両広（広東省および広西チワン族自治区）とベトナム北部では、冬にネコの肉を食べると身体が温まると考える人々が高齢者を中心に存在する。しかし、寒さの厳しい華北では、猫は人間の食べ物と考えられていない。中国では年に400万匹の猫が食べられており、その消費は増加傾向にある。街中の飯店では、外国人旅行者に配慮してふつう猫料理は出さない。広東料理にはヘビを竜、ネコを虎、鶏を鳳凰に見立てた龍虎鳳という料理があり、強壮効果があると信じられている。
現地の動物保護に詳しい弁護士によると、中国国内で猫肉取引は禁じられており、2007年の法律でも「国内で通常食されない食物」の取引には特別な許可が必要としている。華南の飯店で出される猫肉は主に、許可を得たブローカーが安徽省や江蘇省から仕入れたものである。2010年1月26日には中国政府が、動物保護の観点から初の取り締まりに乗り出した。
中国ではペットとしてのネコの飼育が増えるにつれ、猫食文化への風当たりが強まり、抗議行動も起こるようになっている。2006年6月には深圳市の有名な猫肉料理店が40名ほどの活動家から襲撃を受け、営業中止に追い込まれた。こうした変化は中国動物保護ネットワーク傘下の中国愛玩動物保護ネットワーク (CCAPN) 結成のおよそ2年後に始まった。40以上の団体が加わったCCAPNは2006年1月、広州市をはじめとする10以上の都市で犬食や猫食に対する抗議運動を行った。2008年にも犬食・猫食が増えていた広州で同様の騒擾が発生し、メディアで報じられた。

### 朝鮮半島（韓国・北朝鮮）
李氏朝鮮時代の1613年に書かれた東医宝鑑には、猫を食べることを関節炎を含め、関節に良いと記している。朝鮮では、古くから犬を苦しめて殺した方が美味かつ滋養強壮効果が高まると共に、猫の茹で肉は神経痛や関節炎に効くと信じられている。そのため、毎年300万匹犬の肉を食べている。ネコの場合は、生きたまま巨大な圧力鍋で煮込んだスープにするとリウマチに効く漢方薬とされている。『ネコエキス』として瓶詰めされ、普通に市場で売られているが、このネコの多くは野良猫であることが指摘されている。猫を煮込んだ料理は蝶湯、別名:猫湯と呼ばれる。2013年時点でも韓国の高齢者が未だに違法である猫湯を関節への特効薬と信じていること、猫湯の違法提供業者の実態が報道された。同年に釜山広域市中区南浦洞路上でみかんを包むようなネットで包まれた食用の猫らが路上で販売されている様子が報道されている。韓国の釜山北警察署が54歳の男を2014年2月から2015年3月に釜山の住宅街や慶尚南道で鶏肉などのエサをつけた仕掛け罠で野良猫を捕獲し、慶尚南道の金海で食用のために殺した動物保護法違反の容疑で逮捕している。「健康食品センター」に1匹あたり1万5000ウォンで600匹の野良猫を食用に売っていた。

### ベトナム
猫の肉の料理をビールのつまみにする人が後を絶たない。猫肉食は表向きには禁止されているものの、猫の飼い主のベトナム人らはペットが食材として捕獲される不安を常に抱えながら生活しているため、2014年8月時点でベトナムの路上で飼い猫を見かけることは滅多にない。首都ハノイ市内の数十店の飲食店では、猫を溺れさせ、毛皮を剥いでから、炒めて提供している。店長曰く、猫肉を食べる人は多い。タイやラオスから輸入されている。ベトナムでは太陰暦の月末に食べられることが多い犬肉とは対照的に、猫肉は太陰暦の月初に消費されるのが一般的であり、動物愛護意識を持つ人々は増えつつあるものの、犬や猫の肉を食べる習慣はベトナムから未だになくなりそうにないと報道されている。中国と国境を接する北ベトナムではネコ肉を「リトルタイガー」として、幸運を呼ぶと信じられている。猫肉を提供する食堂があり、中国などからの密輸が増えている。2015年8月11日には中国で仕入れた数千匹の猫の密輸が摘発されている。

## 南アメリカ

### ペルー
ペルーでは猫食は一般的ではないが、アフリカ系ペルー人の多い南部イカ県のチンチャ・アルタと北中部アンカシュ県のワリでは、フリカセやシチューの具に用いられる。チンチャ・アルタでは、9月の聖エフィゲニア（『レゲンダ・アウレア』に登場するエチオピア王の娘）の祭りで料理法を実演している。ワリではペルー高原部でよく食されるモルモットの代用として使われる。ワリ出身の人は俗にミシカンカス (mishicancas) と呼ばれるが、これはケチュア語の方言で「焼いたネコ」の意味である。

## ヨーロッパ
中欧では厳冬期や凶作の年、戦時に飢えを免れるものとして食されることがある。2度の世界大戦中には、「屋根のウサギ」と呼ばれた。

### スイス
中欧であるスイスの農村ではネコが食される。ハーブのタイムの小枝を付け合せに添える地域もある。ロイターは2004年1月に「スイス料理には仔犬や仔猫も含まれる。流通で販売することは禁止されているが、家庭での犬猫の消費を禁止する法律はなく、国内で毎年何頭のペットが屠殺されているか、把握することは難しい」と報じた。ドイツの大手メディアであるエクスプレスが2011年に実施したアンケートによると、スイス人回答者の48%は、「ネコを食したことがある」と回答した。一方、猫食禁止を主張しているスイス動物保護団体「SOSシャ・ノワレーグ」創設者は、国民の3％が猫を食しているとしている。

### スペイン
スペインのバスク地方（バスク自治州）にもネコのシチューやネコのソースがけのレシピがある。ルイス・リポルはその著書 Llibre de cuina mallorquina （『マヨルカ料理の書』）で、中世のネコの調理法を紹介している。また、スペイン内戦中に食糧不足から、ネコの肉がウサギの肉として売られた。

## オセアニア
オーストラリアのアリススプリングス一帯のアボリジニは、野良ネコを焚き火であぶり焼きにする。彼らはネコのシチューのレシピも開発している。この地方の他の住民の一部も「オーストラリア固有の動物相が外来種のイエネコによって深刻な脅威にさらされている」という理由からネコを食べるようになった。科学者らは野良ネコを食べることで、体内に危険なバクテリアや毒素が入り込むと警鐘を鳴らしている。

## アフリカ
カメルーンでは、男性の特別な祝い事の際に、ネコを食べることで幸運を祈る地域がある。

## 一次史料
1. ↑  『名産諸色往来』1756年。 早稲田大学図書館蔵、請求記号：文庫31_e1686、見開き第28頁左3行目から4行目。